# Liste der Kirchengebäude im Dekanat Altötting
Liste der Kirchengebäude im Dekanat Altötting im Bistum Passau.

## Liste
| Bild | Pfarrkirche                                     | Ort                                       | Filialkirchen | Anmerkungen                         |
| ---- | ----------------------------------------------- | ----------------------------------------- | --- | ----------------------------------- |
|      | Stiftspfarrkirche St. Philipp und Jakob         | Altötting                                 | Gnadenkapelle Basilika St. Anna Kapuzinerkloster Altötting Maria-Wasch-Kapelle | Pfarrverband Altötting              |
|      | Maria Heimsuchung                               | Altötting                                 | | Pfarrverband Altötting              |
|      | Kloster St. Joseph (?)                          | Altötting                                 | | Pfarrverband Altötting              |
|      | St. Jakob                                       | Burghausen                                | Äußere Burgkapelle St. Maria Kümmerniskapelle auf dem Hechenberg Ehemaliges Heilig-Geist-Spital mit Spitalkirche | Pfarrverband Burghausen             |
|      | Zu Unserer Lieben Frau                          | Burghausen                                | | Pfarrverband Burghausen             |
|      | Wallfahrtskirche Maria Königin des Rosenkranzes | Marienberg in Burghausen                  | Pestkapelle | Pfarrverband Burghausen             |
|      | Kloster Raitenhaslach                           | Raitenhaslach in Burghausen               | | Pfarrverband Burghausen             |
|      | Kapuzinerkloster St. Anna Burghausen            | St. Konrad in Burghausen                  | | Pfarrverband Burghausen             |
|      | St. Pius X.                                     | Burgkirchen an der Alz                    | Alte Pfarrkirche St. Johann Baptist | Pfarrverband Burgkirchen an der Alz |
|      | Mariä Himmelfahrt                               | Margarethenberg in Burgkirchen an der Alz | | Pfarrverband Burgkirchen an der Alz |
|      | St. Martin                                      | Halsbach                                  | | Pfarrverband Burgkirchen an der Alz |
|      | Hl. Geist                                       | Emmerting                                 | Feldkapelle in Mitterfeld Wegkapelle in Oberemmerting Wegkapelle, sog. Gareiskapelle in Seng | Pfarrverband Emmerting              |
|      | St. Martin                                      | Mehring                                   | Kirche St. Nikolaus in Hohenwart Kapelle in Badhöring Hofkapelle in Eschlberg Heiligkreuz-Kirche in Burghausen | Pfarrverband Emmerting              |
|      | Mariä Himmelfahrt                               | Feichten an der Alz                       | Kapelle in Edenstraß Kapelle in Ellerting | Pfarrverband Feichten               |
|      | Pfarrkirche Heilige Familie                     | Hart an der Alz in Garching an der Alz    | Vierzehn-Nothelfer-Kapelle oder Berndl-Kapelle | Pfarrverband Feichten               |
|      | (?)                                             | Wald an der Alz in Garching an der Alz    | Johann-Nepomuk-Kapelle beim Friedhof | Pfarrverband Feichten               |
|      |                                                 | Heiligkreuz                               | | Pfarrverband Feichten               |
|      | St. Veit                                        | Kirchweidach                              | Wegkapelle, sog. Bonauerkapelle Totenkapelle, oder Allerseelenkapelle Feldkapelle in Berg Kirche St. Maria in Neukirchen an der Alz | Pfarrverband Kirchweidach           |
|      | St. Johannes der Täufer                         | Tyrlaching                                | Filialkirche St. Petrus und Paulus in Oberbuch Wegkapelle in Oberbuch | Pfarrverband Kirchweidach           |
|      | St. Oswald                                      | Marktl                                    | Kirche St. Sebastian in Leonberg Kirche St. Nikolaus in Bergham Antoniushaus-Kapelle | Pfarrverband Marktl                 |
|      | St. Stephan                                     | Haiming                                   | Kapelle St. Vitus in Kemerting | Pfarrverband Marktl                 |
|      | Wallfahrtskirche Mariä Himmelfahrt              | Niedergottsau in Haiming                  | | Pfarrverband Marktl                 |
|      | St. Laurentius                                  | Stammham                                  | | Pfarrverband Marktl                 |
|      | Pfarrkirche St. Nikolaus Neuötting              | Neuötting                                 | Spitalkirche Hl. Geist Klosterkirche St. Petrus von Alkantara Friedhofskirche St. Sebastian Menzingerkapelle Dreifaltigkeitskirche beim Wohn- und Pflegeheim des Sankt-Paulus-Stifts Kormann-Kapelle Kirche St. Anna | Pfarrverband Neuötting              |
|      | Mariä Himmelfahrt                               | Alzgern in Neuötting                      | Friedhofskapelle Kirche St. Nikolaus in Mittling Ortskapelle St. Petrus und Paulus in Mitterhausen Kirche St. Johann Baptist in Sankt Johann Wegkapelle in Stög Kirche St. Margaretha in Untereschelbach | Pfarrverband Neuötting              |
|      | St. Martin                                      | Reischach                                 | Wallfahrtskirche St. Antonius von Padua Marienkapelle Sedlmairkapelle Filialkirche St. Veit in Berg Filialkirche St. Stephan in Ecking Gallerkapelle in Fachenberg Filialkirche St. Koloman in Kirchhaunberg Marienkapelle in Speck                                                                                                   | Pfarrverband Reischach              |
|      | St. Georg                                       | Arbing                                    | | Pfarrverband Reischach              |
|      | St. Petrus und Paulus                           | Erlbach                                   | Feldkapelle in Birnbach Kroahäusl-Kapelle in Birnbach St. Nikolaus und St. Florian in Birnbach Filialkirche St. Michael in Endlkirchen Wegkapelle in Bemberg Hofkapelle in Blümlhub Hofkapelle in Hauzing Mayr-Kapelle in Niederach Großschöftenhuber-Kapelle in Schöftenhub Filial- und Wallfahrtskirche St. Leonhard in Steinhausen | Pfarrverband Reischach              |
|      | Mariä Himmelfahrt                               | Perach                                    | Filialkirche St. Andreas in Niederperach Mayr-Kapelle in Niederperach Wegkapelle in Westerndorf Kapelle in Moise Wegkapelle in Schmidhub | Pfarrverband Reischach              |
|      | St. Johannes Ev. und St. Ägidius                | Unterneukirchen                           | | Pfarrverband Unterneukirchen        |
|      | St. Georg                                       | Tüßling                                   | | Pfarrverband Unterneukirchen        |
|      | St. Rupertus                                    | Burgkirchen am Wald in Tüßling            | | Pfarrverband Unterneukirchen        |
|      | Mariä Himmelfahrt                               | Kastl                                     | | Pfarrverband Unterneukirchen        |
|      | St. Stephan                                     | Mauerberg in Garching an der Alz          | | Pfarrverband Unterneukirchen        |
|      | St. Peter und Paul                              | Winhöring                                 | Filialkirche St. Maria in Winhöring | Pfarrverband Winhöring              |
|      | Mariä Himmelfahrt                               | Nonnberg in Pleiskirchen                  | | Pfarrverband Winhöring              |
|      | St. Nikolaus                                    | Pleiskirchen                              | | Pfarrverband Winhöring              |
|      | Pfarrkirche Maria, Hilfe der Christen           | Wald bei Winhöring in Pleiskirchen        | | Pfarrverband Winhöring              |
|      | Schlosskapelle St. Bartholomäus Burg            | Winhöring im Ortsteil Burg                | | Pfarrverband Winhöring              |